# Dimităr Petrov
Dimităr Petrov (in bulgaro Димитър Петров?; Rila, 22 ottobre 1924 – 16 ottobre 2018) è stato un regista bulgaro.
Diresse oltre 10 film tra il 1955 e il 1991, distinguendosi in particolare per la realizzazione di popolari film sull'infanzia.

## Filmografia
- Praznik - cortometraggio (1955)
- Prizori (1961)
- Kapitanăt (1963)
- Meždu dvamata (1966)
- Opasen polet (1968)
- Taraležite se raždat bez bodli (1971) (Porcupines Are Born Without Bristles)
- S deca na more (1972)
- Načaloto na denja (1975)
- Fil'o i Makenzen - serie TV, 2 episodi (1979)
- Noštnite bdenija na pop Večerko (1980)
- Kuče v čekmedže (1982) (A Dog in a Drawer)
- Vasko da Gama ot selo Rupča - serie TV, 5 episodi (1986-1987)
- Toni (1999)